# Distrikt Habana
Der Distrikt Habana liegt in der Provinz Moyobamba in der Region San Martín im zentralen Norden von Peru. Der am 2. Januar 1857 gegründete Distrikt besitzt eine Fläche von 68,8 km². Beim Zensus 2017 wurden 1691 Einwohner gezählt. Im Jahr 1993 lag die Einwohnerzahl bei 1259, im Jahr 2007 bei 1726. Die Distriktverwaltung befindet sich in der 841 m hoch gelegenen Ortschaft Habana mit 1339 Einwohnern (Stand 2017). Habana liegt 14 km westsüdwestlich der Provinz- und Regionshauptstadt Moyobamba.

## Geographische Lage
Der Distrikt Habana befindet sich westzentral in der Provinz Moyobamba. Der Distrikt liegt südlich des Río Mayo in einer Beckenlandschaft eingeschlossen von Höhenkämmen der peruanischen Ostkordillere. Im Westen wird der Distrikt vom Río Tonchima begrenzt, im Osten vom Río Indoche.
Der Distrikt Habana grenzt im Süden an den Distrikt Soritor, im Südwesten und im Westen an die Distrikte Yorongos und Rioja (beide in der Provinz Rioja), im Norden an den Distrikt Calzada sowie im Osten an den Distrikt Jepelacio.